# Miles (Tessàlia)
Miles (en grec antic Μυλαί) era una antiga ciutat (polis) de Perrèbia, a Tessàlia.
Titus Livi en parla quan es refereix a la Tercera Guerra Macedònica i la situa vora la ciutat de Cirètia. Perseu de Macedònia, l'any 171 aC, després d'haver atacat Cirètia es va dirigir cap a Miles, però estava molt ben fortificada i els seus habitants van resistir el setge durant tres dies. Al quart dia, quan els defensors ja quasi no podien més, els macedonis van iniciar un atac molt fort contra les muralles i contra la porta però els habitants el van rebutjar i fins i tot van fer una sortida contra els atacants. Però els defensors, davant la superioritat numèrica dels enemics, van haver de fugir de la ciutat i els macedonis van entrar per les portes que havien quedat obertes, van conquerir la ciutat, la van saquejar i van vendre els que hi quedaven com a esclaus.